# 사돈의 팔촌
"사돈의 팔촌"은 2016년에 개봉한 대한민국의 영화이다.

## 캐스팅
- 장인섭 : 태익 역
- 배소은 : 아리 역
- 문태건 : 어린태익 역
- 오유진 : 어린아리 역
- 조수향 : 예지 역
- 이형구 : 수현 역
- 구지혜 : 어린예지 역
- 박영훈 : 어린수현 역
- 김자영 : 아리엄마 역
- 임형태 : 할아버지 역
- 임지수 : 태익엄마 역
- 리원익 : 태익아빠 역
- 송유담 : 삼촌 역
- 주예린 : 서희 역
- 박세준 : 기둥 역
- 장진훈 : 예지아빠 역
- 김민숙 : 예지엄마 역
- 남태부 : 태부 역
- 이광진 : 기둥삼촌 역
- 최대성 : 까페사장 역
- 김한나 : 까페알바 역
- 이유미 : 혜진 역